# ダールグレン (ミサイル駆逐艦)
|          | |
| 艦歴     | |
| 発注     | 1956年7月23日 |
| 起工     | 1958年3月1日 |
| 進水     | 1960年3月16日 |
| 就役     | 1961年4月8日 |
| 退役     | 1992年7月31日 |
| その後   | スクラップとして廃棄 |
| 除籍     | 1992年11月20日 |
| 性能諸元 | |
| 排水量   | 5,800トン |
| 全長     | 512.5 ft (156.2 m) |
| 全幅     | 52 ft (15.8 m) |
| 吃水     | 25 ft (7.6 m) |
| 機関     | ギアード・タービン2基、ボイラー4缶、85,000 SHP、2軸推進 |
| 最大速力 | 36.5ノット |
| 乗員     | 士官21名、兵員356名 |
| 兵装     | Mk.42 5インチ単装砲 1基 Mk.33 3インチ連装砲 2基（改装後撤去） Mk.10 テリアSAM連装発射機 1基(改装後スタンダードER) Mk.16 アスロック8連装発射機 1基 Mk.32 3連装短魚雷発射管 2基 Mk.141 ハープーンSSM4連装発射筒 2基（改装後搭載） |
| モットー | |

ダールグレン (USS Dahlgren, DLG-12/DDG-43) は、アメリカ海軍の駆逐艦。ファラガット級駆逐艦の7番艦。艦名は南北戦争中の提督ジョン・A・ダールグレンにちなむ。その名を持つ艦としては3隻目。

## 艦歴
ダールグレンは1958年3月1日に、DLG-12 （嚮導ミサイルフリゲート）としてペンシルベニア州フィラデルフィアのフィラデルフィア海軍造船所で起工する。1960年3月16日にキャサリン・D・クロムウエル夫人（ダルグレン提督の孫娘）によって進水し、1961年4月8日に艦長C・E・ランディス中佐の指揮下就役した。
1970年代ごろにミサイル管制レーダーの更新や戦術情報処理装置の新設などの対空能力強化工事を実施。その後、3インチ砲を撤去してハープーン艦対艦ミサイルを搭載し、電子機器の換装やチャフ発射機の設置なども行われた。このため、新造時からは艦影がやや変化している。
1975年6月30日に DDG-43（ミサイル駆逐艦）へ艦種変更される。
ダールグレンは1992年7月31日に退役、1992年11月20日に除籍され、スクラップとして廃棄された。